# Karl Ferdinand Karlson
Karl Ferdinand Karlson (* 4. Märzjul. / 16. März 1875greg. in der Gemeinde Laeva; † 14. November 1941 in Werchoturje, Oblast Swerdlowsk) war ein estnischer Rechtsanwalt, Politiker, Sportfunktionär und Schriftsteller.

## Leben
Nach der Gemeindeschule in Laeva besuchte Karlson das Hugo-Treffner-Gymnasium in Tartu und legte 1895 am Aleksander-Gymnasium in Riga die Reifeprüfung ab. Von 1895 bis 1899 studierte er Rechtswissenschaft an der Universität Tartu. Nach kurzzeitiger journalistischer Tätigkeit war er von 1901 bis 1914 als Rechtsanwalt in Tallinn tätig. Zusätzlich war er in der Radlervereinigung „Kalev“ aktiv.
Von 1914 an nahm er auf russischer Seite am Ersten Weltkrieg teil, anschließend am Estnischen Freiheitskrieg, in dem er Vorsitzender des Kriegsgerichts war. Von 1920 an arbeitete er wieder als Rechtsanwalt, diesmal in Tartu. Nach der Sowjetisierung Estlands wurde er 1941 festgenommen und nach Sibirien deportiert, wo er alsbald in einem Lager verstarb.

## Literarisches Werk
Unter dem Einfluss von Henrik Ibsen und Hermann Sudermann schrieb Karlson 1905 sein erstes, naturalistisch geprägtes Drama. Bekanntheit erlangte sein allegorisches Drama zum Kalevipoeg von 1913, das jedoch allgemein als „uninszenierbar“ galt und scharf kritisiert wurde. Es kam erst zehn Jahre später auf die Bühne, auch dann allerdings mit sehr mäßigem Erfolg.
Von bleibendem Wert sind einige Texte von ihm, die später vertont sind, u. a. von Miina Härma in ihren berühmten Kantaten „Kalev ja Linda“ oder „Tuljak“. Seine übrige Lyrik wurde in der Kritik dagegen als „Liebhaberlyrik“ abgetan.

## Bibliografie
- Wale. Drama kolmes järgus ('Die Lüge. Drama in drei Akten'). Tallinn: [s.n.] 1905. 109 S.
- Kalewipoeg ja Sarwik ('Kalevipoeg und der Gehörnte'). Tallinn: Maa [1913]. 210 S.
- Pihid. Drama neljas waatuses ('Die Beichte. Drama in vier Akten'). Tartu: Postimees 1914. 164 S.
- Surm. Müsteerium. Lõpp ja algus ('Tod. Mysterium. Ende und Anfang'). [Tartu]: Vanemuise näitelava 1921. 52 S.
- Rännakuil. Sonetid ('Auf Wanderschaften. Sonette'). Tartu: Noor-Eesti 1935. 114 S.

## Sekundärliteratur
- Eduard Hubel: Ferdinand Karlson. „Kalewipoeg ja Sarwik“. Tallinna Teataja 28.6.1913, S. 2; 29.6.1913, S. 2.
- Hugo Raudsepp: Ferdinand Karlson. Kalewipoeg ja Sarwik, in: Päevaleht 15.11.1913, S. 1.
- Karl August Hindrey: Ferdinand Karlson “Kalevipoeg ja Sarvik”, in: Eesti Kirjandus 8/1913, S. 457–459.
- Villem Alttoa: Ferdinand Karlson: Rännakuil, in: Eesti Kirjandus 6/1935, S. 284–285.